# Panthera balamoides
Panthera balamoides — вимерлий вид ссавців із родини котових. Викопні рештки, а саме дистальна третина правої плечової кістки знайдена в затопленому сеноті поблизу Тулума, на східному узбережжі Юкатану, Мексика. Етимологія: balam — слово мая для ягуара, дав.-гр. εἶδος вказує на подібність. 
Однак дослідження 2019 року щодо хижаків Юкатану припустило, що голотип Panthera balamoides може насправді бути помилково ідентифікованими залишками Arctotherium, залишки якого також були знайдені на Юкатані. Якщо так, це пояснює незвичайну міцність кістки і робить Panthera balamoides недійсним видом. Інше дослідження, що стосується скам'янілостей ягуарів, також вважало P. balamoides ведмедевим.